# ریمون رادیگه
ریمون رادیگه (به فرانسوی: Raymond Radiguet) نویسنده وشاعر قرن بیستم میلادی اهل فرانسه است که دو رمانش به خاطر مضامین صریح و سبک و لحن منحصر به فردشان مورد توجه قرار گرفته‌اند.

## در ایران
رمان دیو در تن او در سال ۱۳۵۳ توسط داوود نوابی ترجمه و منتشر شده‌است.